# 小坝乡 (会东县)
小坝乡，是中华人民共和国四川省凉山彝族自治州会东县曾经下辖的一个乡。2019年12月，撤销小坝乡，将其所属行政区域划归姜州镇管辖。

## 行政区划
小坝乡撤销前下辖以下地区：
大屯村、小坝村、山南村、大院村、山北村、马许村、坝心村、大水村和左箐村。